# Côte monténégrine

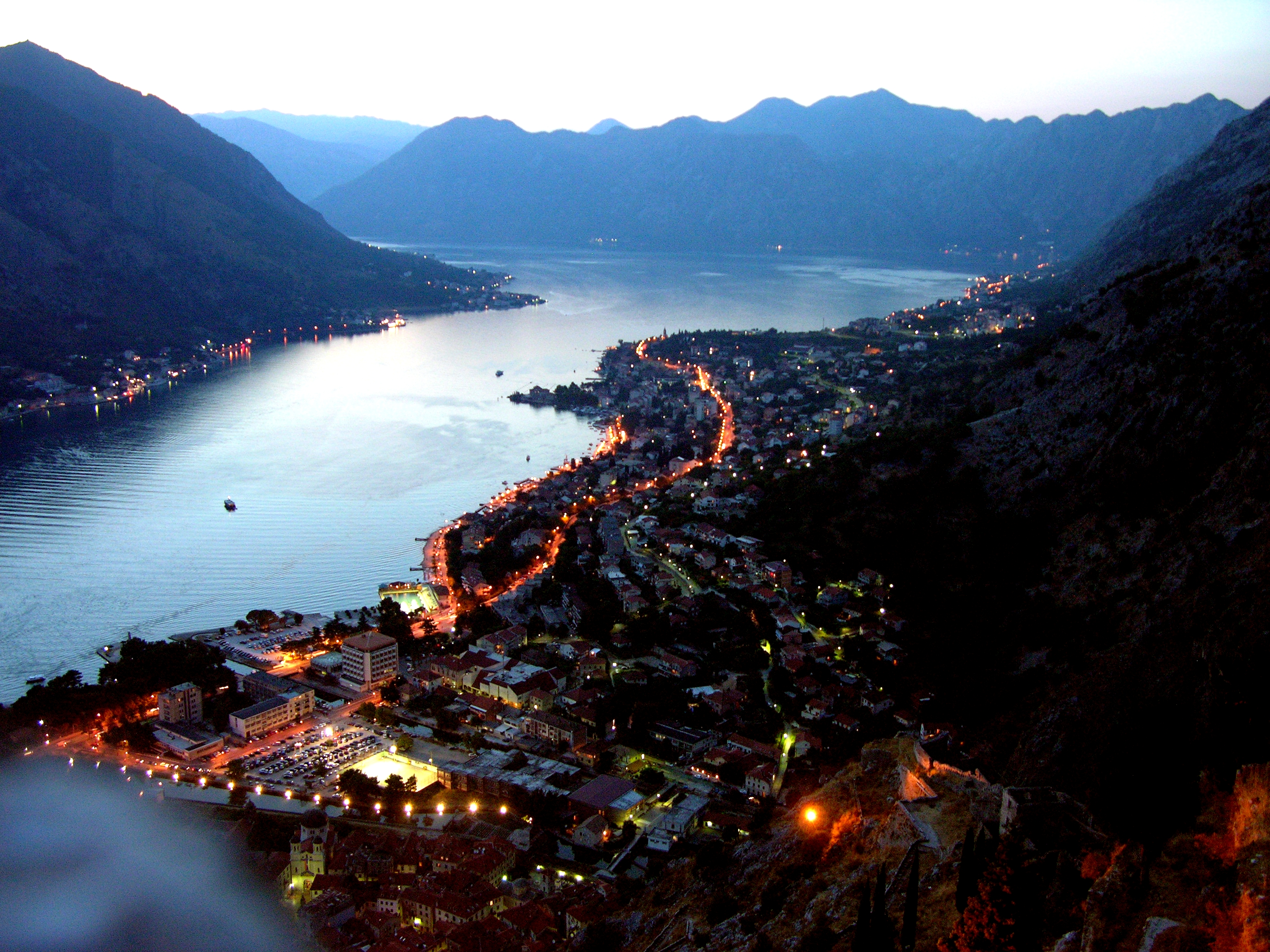
La Baie de Kotor

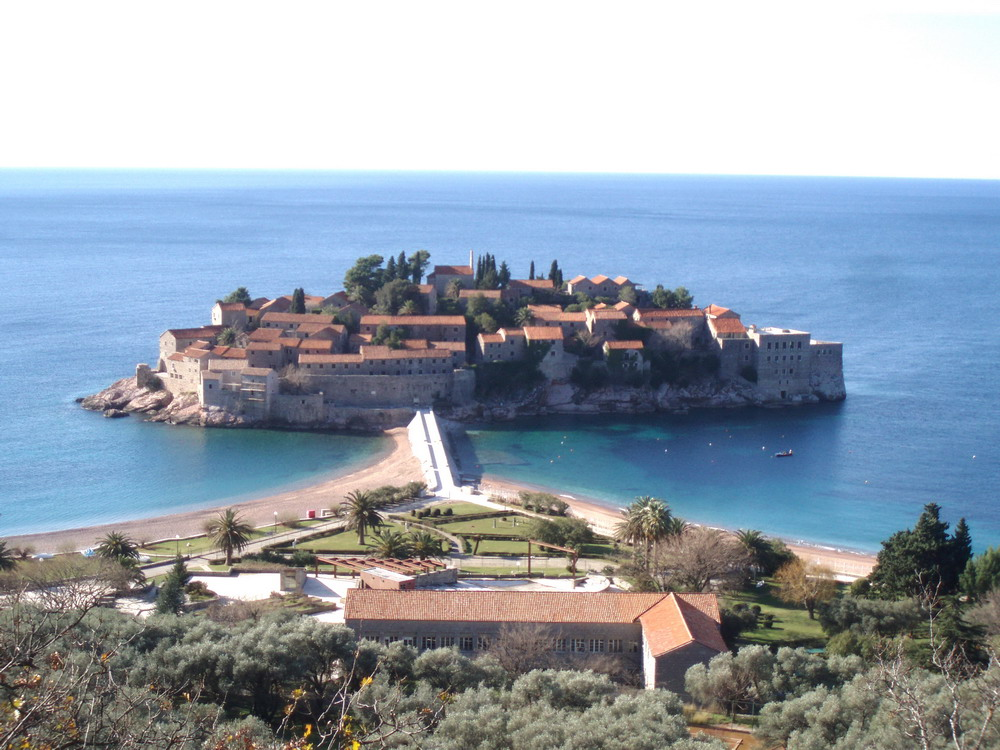
La péninsule de Sv. Stéphane

La côte monténégrine (en monténégrin Crnogorsko primorje / Црногорско приморје, en albanais Bregdeti malazez) est la côte adriatique du Monténégro. On y trouve l'une des falaises karstiques les plus prononcées de la Méditerranée et l'une des baies les plus grandes et les plus profondes de la Méditerranée, la baie de Kotor, qui est parfois appelée géologiquement à tort le "fjord méditerranéen", qui est le plus important port naturel sur la côte de la mer Adriatique et qui a longtemps été une importante base navale.
La côte monténégrine est l'une des régions méditerranéennes les plus pluvieuses. La station de montagne de Crkvice enregistre des précipitations annuelles dépassant les 4 500 mm, ce qui en fait le lieu où les précipitations sont les plus élevées d'Europe. En raison de l'effet de protection des hautes montagnes escarpées de l'Orjen qui s'élèvent au-dessus de l'étroite zone côtière et du massif du Lovčen, considéré comme la chaîne de montagnes nationale, un sous-type spécifiquement humide de végétation subtropicale peut également être trouvé dans la zone climatiquement favorable.
Le dernier tremblement de terre majeur était à 7,3 sur l'échelle de Richter et s'est produit en 1979 dans cette zone qui est à haut risque sismique, détruisant en grande partie la vieille ville historique de Kotor.

## Localisation

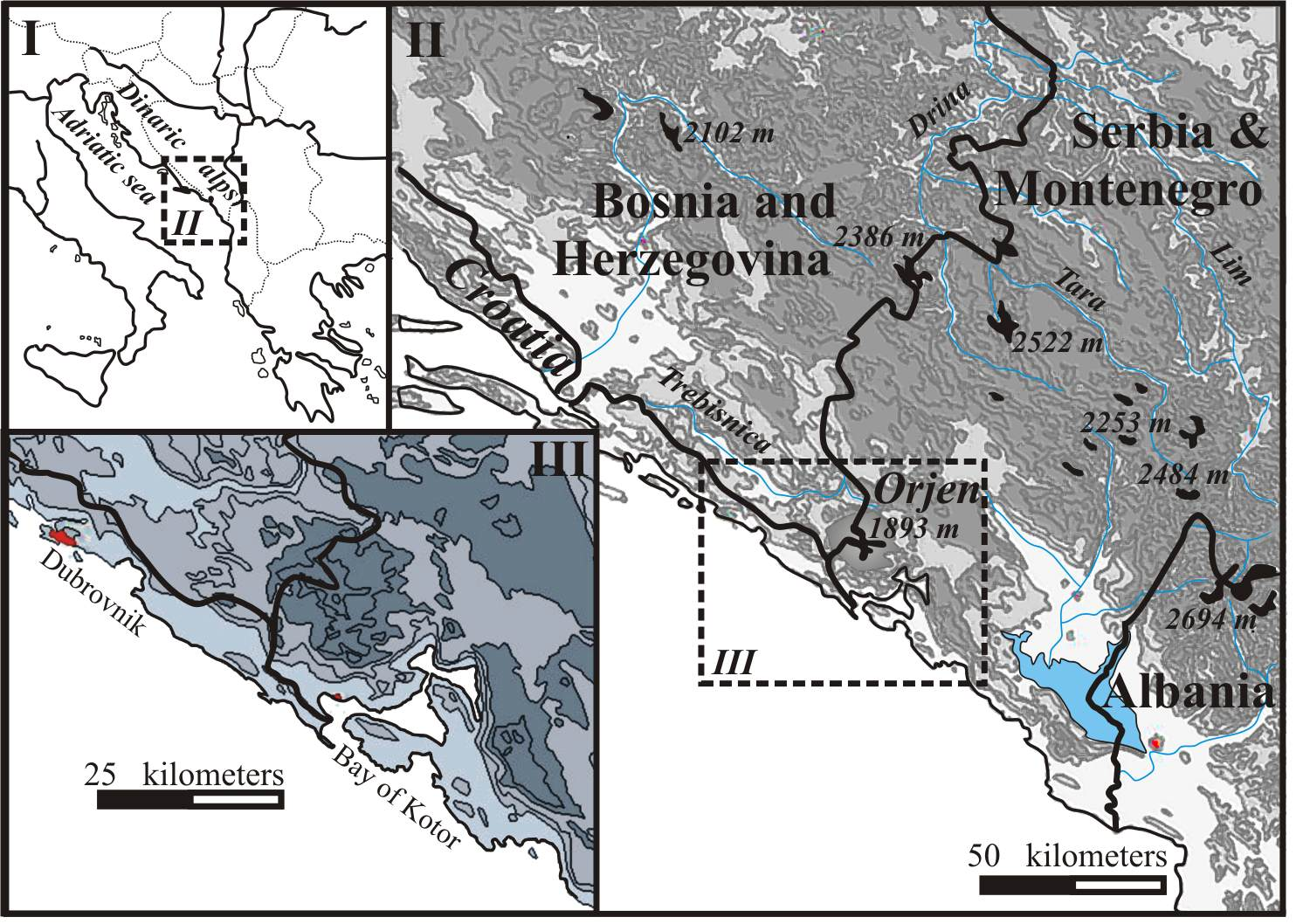
Localisation de la côte monténégrine

La côte monténégrine s'étend de la péninsule de Prevlaka sur la baie de Kotor, à l' Ada Bojana, sur 200 km. Au nord se trouve la côte dalmate et au sud la côte albanaise. La zone côtière monténégrine forme la fin de la chaîne côtière des Alpes dinariques entre la Slovénie, la Croatie et l'Albanie.
Contrairement à la côte de la Dalmatie, elle n'est pas caractérisée par une constellation d'îles au large, étant située directement en face de la plus grande profondeur de l'Adriatique.
À l'exception des 12 km les plus méridionaux de la côte, les falaises monténégrines diffèrent considérablement de la basse côte albanaise en raison de leur structure géologiquement complexe.

## Géographie

### Géologie et tectonique

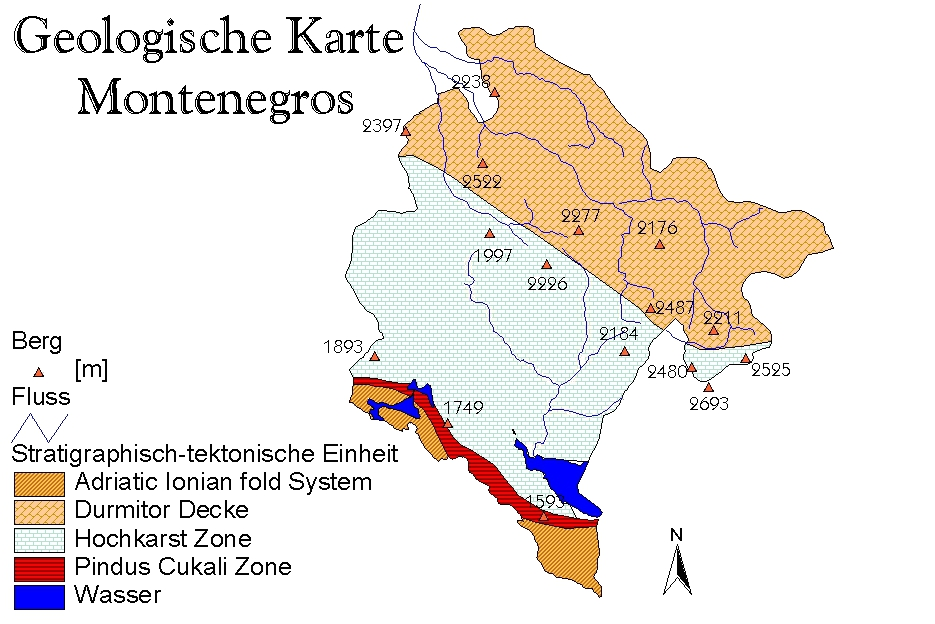
La côte du Monténégro est occupée par de petites unités tectoniques. Par conséquent, les mouvements néotectoniques sont ici prononcés.

La côte monténégrine est principalement formée par les unités tectoniques de la zone de plissement adriatique-ionienne et de la zone Pinde-Cukali. Ce n'est qu'à l'intérieur de la baie de Kotor que la couverture karstique de l'orogène dinarique atteint directement la mer.
Alors que la haute couverture karstique et la zone adriatique-ionienne sont caractérisées par des calcaires mésozoïques et donc des roches perméables à l'eau, la bande étroite de la zone Pinde-Cukali est formée de flyschs riches en calcaire et de conglomérats imperméables.
En particulier, le tronçon de côte des baies intérieures de la baie de Kotor ainsi que le tronçon de côte de Budva sont des falaises particulièrement impressionnantes en raison de leurs particularités géologiques. Les calcaires peu variés de la zone externe de Pindus-Cukali forment cependant, en particulier sur la presqu'île de Luštica, des falaises très découpées avec quelques grottes marines bien connues (Plava spilja).
La différence la plus significative avec la côte dalmate est l'absence d'une rangée d'îles au large et la profonde échancrure de la baie de Kotor. Cela signifie que la côte monténégrine n'appartient pas à la côte de Canale comme la côte dalmate, mais est une côte de Rias. En tant qu'ancienne vallée fluviale inondée, la baie de Kotor est géologiquement une ria, bien qu'avec des pentes plus raides et de plus grandes différences d'altitude que les rias de la Galice espagnole. Visuellement, la baie de Kotor, avec ses pentes montagneuses en partie abruptes, rappelle davantage un fjord norvégien.
La principale différence avec la côte dalmate est l'absence d'îles en amont et la profondeur de la baie de Kotor. Ainsi, la côte monténégrine n'appartient pas non plus à la côte des canaux comme la côte dalmate, mais est une côte de rias. En tant qu'ancienne vallée fluviale inondée, la baie de Kotor est géologiquement une ria, mais avec des pentes plus raides et des différences d'altitude plus importantes que les rias de la Galice espagnole. D'un point de vue visuel, la baie de Kotor ressemble plutôt à un fjord norvégien avec ses pentes de montagne en partie surplombantes.
L zones extrêmement actives en ce qui concernent la néotectonie entre Shkodra et la baie de Kotor sont causées par la subduction de la petite plaque Adriatique sous les Dinarides. La région d'Orjen autour des bouches de Kotor connaît des taux de soulèvement maximum de 6 mm/a. Le tremblement de terre catastrophique du 15 avril 1979 a détruit pratiquement toutes les infrastructures touristiques entre Kotor et Ulcinj. 101 personnes sont mortes et 100 000 personnes se sont retrouvées sans abri.

### Topographie et relief

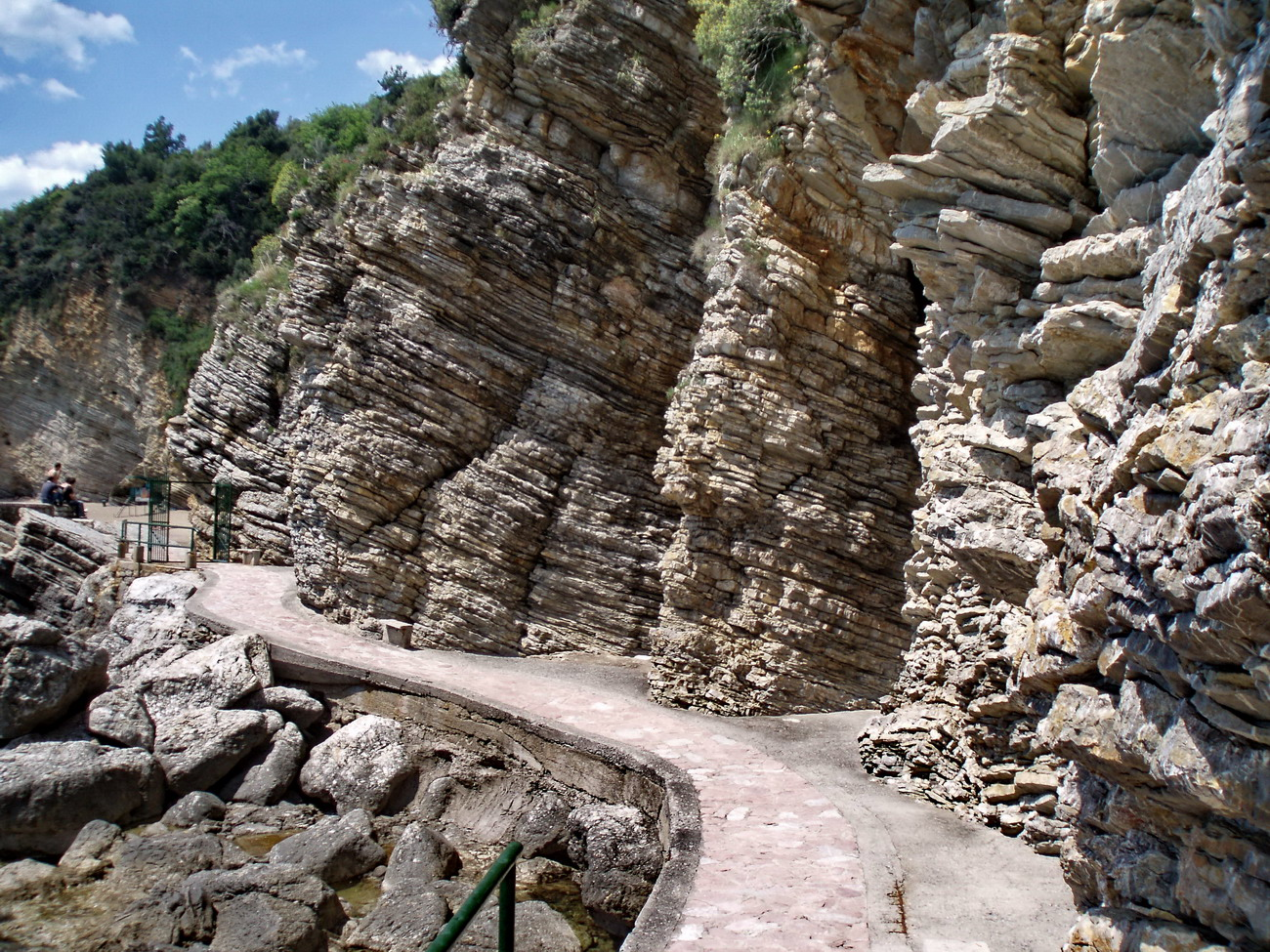
Les couches fortement déformées de la ceinture plissée adriatique-ionienne sont clairement visibles dans l'affleurement de la plage de Mogren, près de Budva.

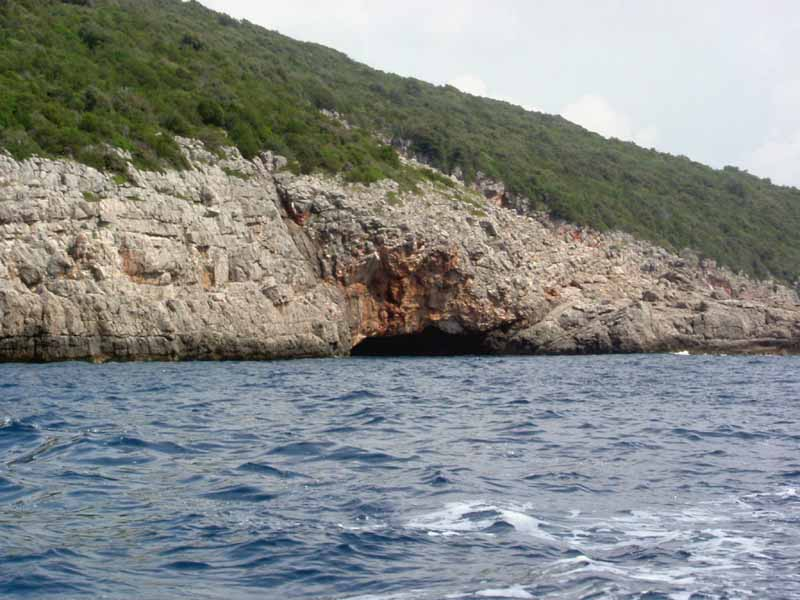
La Grotte Bleue sur la péninsule de Lustica

## Régionalisation

### Baie de Kotor

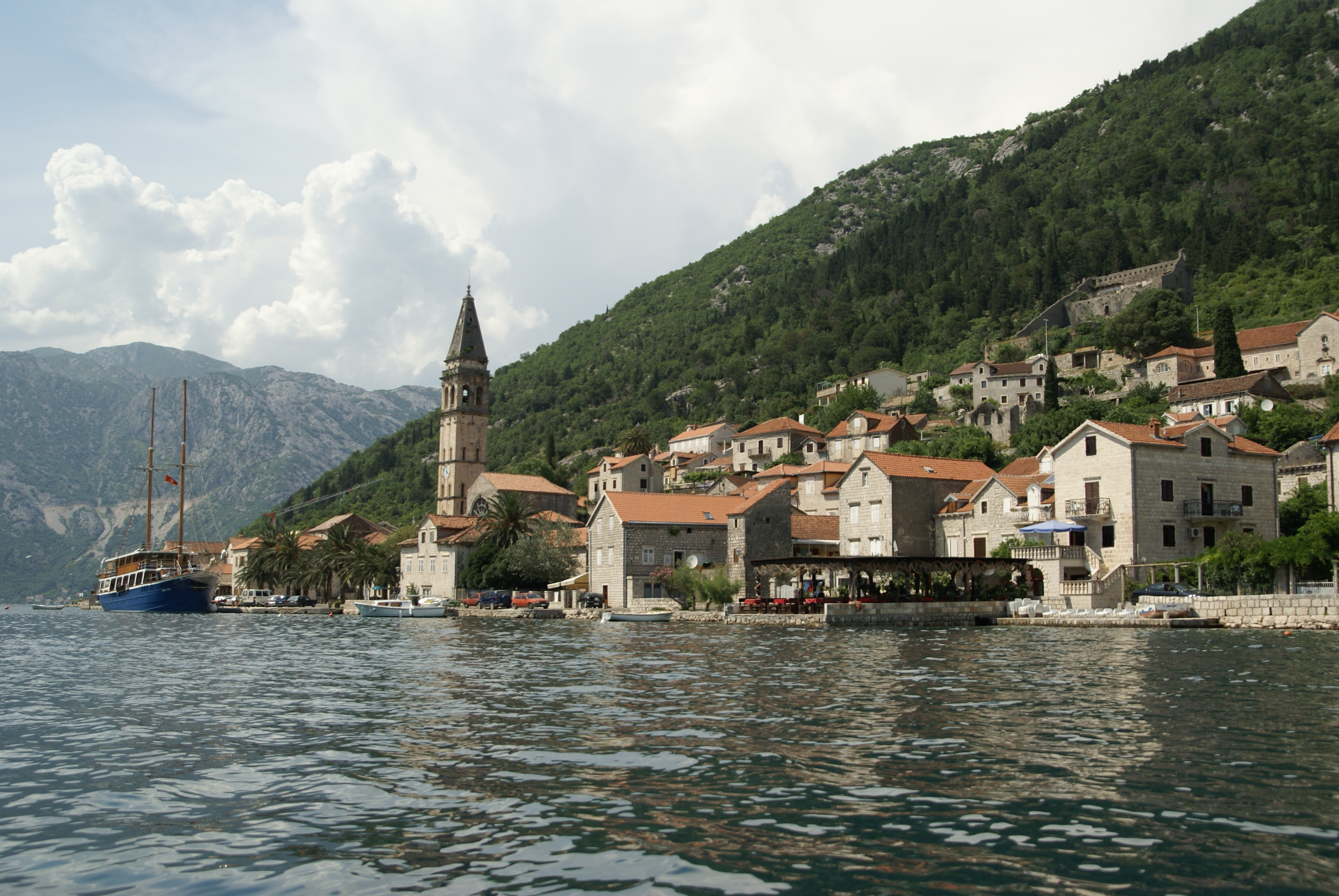
Le port de Perast dans la baie de Kotor

La baie de Kotor a été inscrite au patrimoine mondial de l'UNESCO en raison de sa forme unique et de l'importance de ses villes côtières.

### Riviera monténégrine
La riviera monténégrine s'étend entre les villes de Budva et de Bar. La partie côtière est séparée de l'arrière-pays par le massif du Lovčen, le Paštrovci et le Rumija. Quelques petites îles et récifs se détachent sur la Riviera. La ville maritime de Sveti Stefan, désormais reliée au continent par une chaussée, est particulièrement connue.
Certaines des plages les plus célèbres de la côte monténégrine se trouvent entre les villes de Petrovac et de Sutomore, notamment l'ancienne plage royale de Mogren.

### Velika plaža

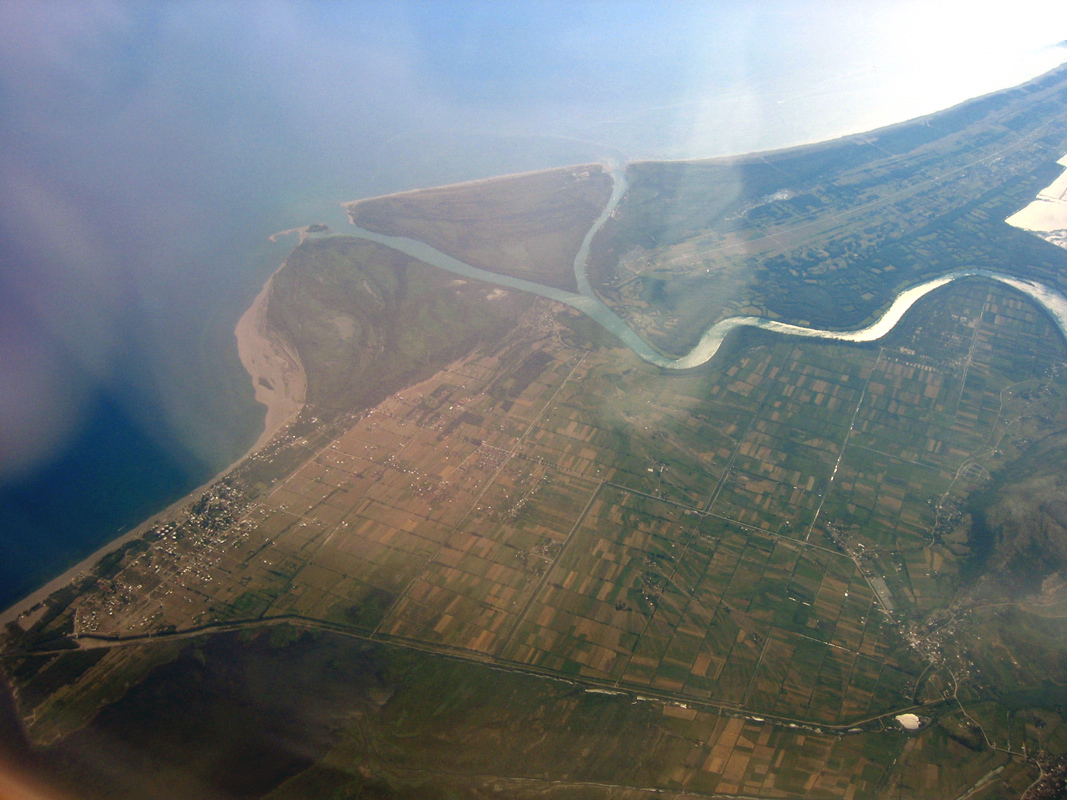
La côte en équilibre à l'estuaire de la Bojana avec l'Ada

## Climat

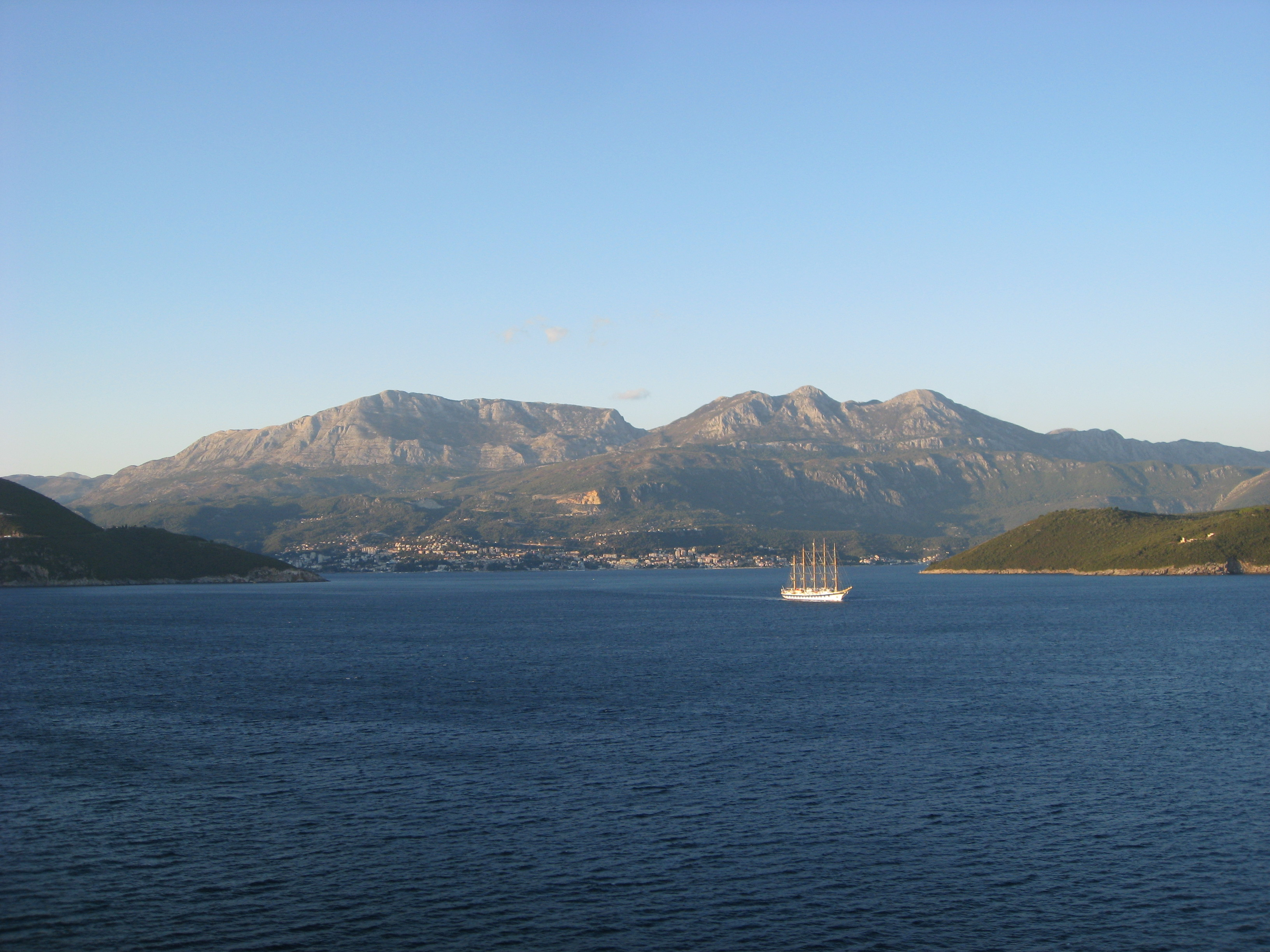
La Riviera de Herceg Novi avec les sommets des Orjens. A gauche la Dobrastica, à droite le Radostak

## Sources
1. ↑  National Geographic News, 25. Januar 2008 New Fault Found in Europe; May "Close Up" Adriatic Sea
2. ↑  RTS, 15. April 2009 Tri decenija od zemljotresa u Crnoj gori (Drei Jahrzehnte seit dem Erdbeben in Montenegro)